# 2015년 4월 네팔 지진
2015년 네팔 지진은 2015년 4월 25일 UTC 6시 11분 26초(네팔 표준시 11시 56분 26초)에 발생한 모멘트 규모 7.8, 메르칼리 진도 IX(격렬)의 대지진이다. 진앙은 네팔 간다키 구 고르카 현이며, 진원까지의 깊이는 대략 15km로 매우 얕은 편이다.이 지진은 1934년 네팔-비하르 지진 이후 네팔에서 발생한 가장 강력한 지진이다. 이 지진으로 인해 네팔, 중국, 인도, 파키스탄, 방글라데시 등지에서 8천400명 이상이 사망한 것으로 추정된다. 정확한 사망인의 수는 아직 잘 모르는 것으로 추정된다.이 지진으로 인해 카트만두 계곡의 카트만두 더르바르 광장과 같은 여러 유네스코 세계유산이 파괴되었다. 에베레스트 산에도 눈사태가 발생해 2014년 에베레스트 눈사태 이후 최대 사망자가 발생했다.
4월 26일 UTC 7:09:08에는 규모 6.7의 여진이 발생했다. 5월 12일 UTC 16:05:19에는 카트만두 동쪽 83km지역에서 규모 7.4의 본진과 가까운 여진이 발생했다.

## 사상자
| 나라       | 사망자 | 부상자  | 각주  |
| ---------- | ------ | ------- | ----- |
| 네팔       | 8,492+ | 16,808+ | [ 5 ] |
| 인도       | 78     | 560     | [ 6 ] |
| 중국       | 25     | 383     | [ 7 ] |
| 방글라데시 | 4      | 200     | [ 8 ] |
| 전체       | 8,599+ | 17,951+ |       |

| 나라           | 사망 | 부상 | 각주          |
| -------------- | ---- | ---- | ------------- |
| 인도           | 40   |      | [ 9 ]         |
| 프랑스         | 10   |      | [ 10 ]        |
| 중국           | 4    |      | [ 11 ]        |
| 이탈리아       | 4    |      | [ 12 ]        |
| 미국           | 3    |      | [ 13 ] [ 14 ] |
| 벨기에         | 2    |      | [ 15 ]        |
| 독일           | 2    |      | [ 15 ]        |
| 네덜란드       | 2    |      | [ 15 ]        |
| 오스트레일리아 | 1    |      | [ 16 ]        |
| 에스토니아     | 1    |      | [ 17 ]        |
| 일본           | 1    |      | [ 18 ]        |
| 대한민국       |      | 3    | [ 19 ]        |
| 스페인         |      | 1    | [ 20 ]        |
| 전체           | 10   | 4    |               |

최소 8,000명이 사망하고 16,000여명이 부상을 입었다. 네팔에서 6000명 이상의 사망자가 나왔으며 인도에는 78명의 사망자가 발생했다. 방글라데시에는 4명이 사망했다. 네팔의 한국 교민 1명이 부상을 입었다. 4월 26일, 한국인 부상자 2명이 추가로 확인되었다.

## 피해

### 눈사태 피해
지진으로 인해 에베레스트 산에서 눈사태가 발생하면서 남부 베이스캠프에서 17명이 사망했다. 인도군 등산대는 에베레스트 베이스캠프에서 등산객 19명의 시신을 찾아냈고 에베레스트 산에서 고립되어 있던 등산객 최소 61명을 구조했다. 차후 구글 어스형 프로젝트를 위해서 타사 고용인 세 명과 함께 해당 지역을 조사하던 구글의 고위 임직원 댄 프레딘버그도 사상자에 포함됐다. 지진이 일어날 당시 부상자 61명에 실종자 '수십 여명'을 포함해 700명에서 1,000명 이상이 에베레스트 산에 있었던 것으로 보이며, 이보다 더 많은 등반가들이 높은 고도의 캠프에서 안전한 하산 경로를 잃고 초반에 고립되기도 했다. 에베레스트 산은 진원지에서부터 동쪽으로 220km가량 떨어진 곳에 위치해 있다.
4월 26일 아침 인도 공군 소속 헬리콥터 몇 대가 구조작전을 위해 에베레스트 산에 도착했고, 궂은 날씨로 작전이 중단되기 전까지 22명의 중상자들을 페리체 마을로 수송했다. 페리체는 등반가들에게 중요한 단기 체류지로, 현지인들과 외국 관광객들이 주로 일하는 기초 병원 한 곳이 있다. 보도에 따르면 그날 이후 헬리콥터 한 대가 베이스캠프 다음으로 첫번째 여정인 에베레스트 제1캠프에 있던 등산객 여러 명을 대피시켰으며, 100명가량의 일부 등반가들이 아직도 제1캠프와 제2캠프에서 안전하게 하산하지 못하고 있다. 베이스캠프에 있던 등반가들은 당일 지진이 발생한 후 트위터로 코멘트를 보냈는데, 캠프에 남겨진 이들 중에는 '엄청난 폐허'와 '매우 불확실한 상황'이라 말하는 한편 그 지역이 핵폭탄 투하라도 당한 것처럼 보였다고 언급했다. 한 등산객은 산에서 더 높은 고도에 갇힌 사람들은 '자포자기했다'고 페이스북을 통해 말하기도 했다.

### 도시 피해

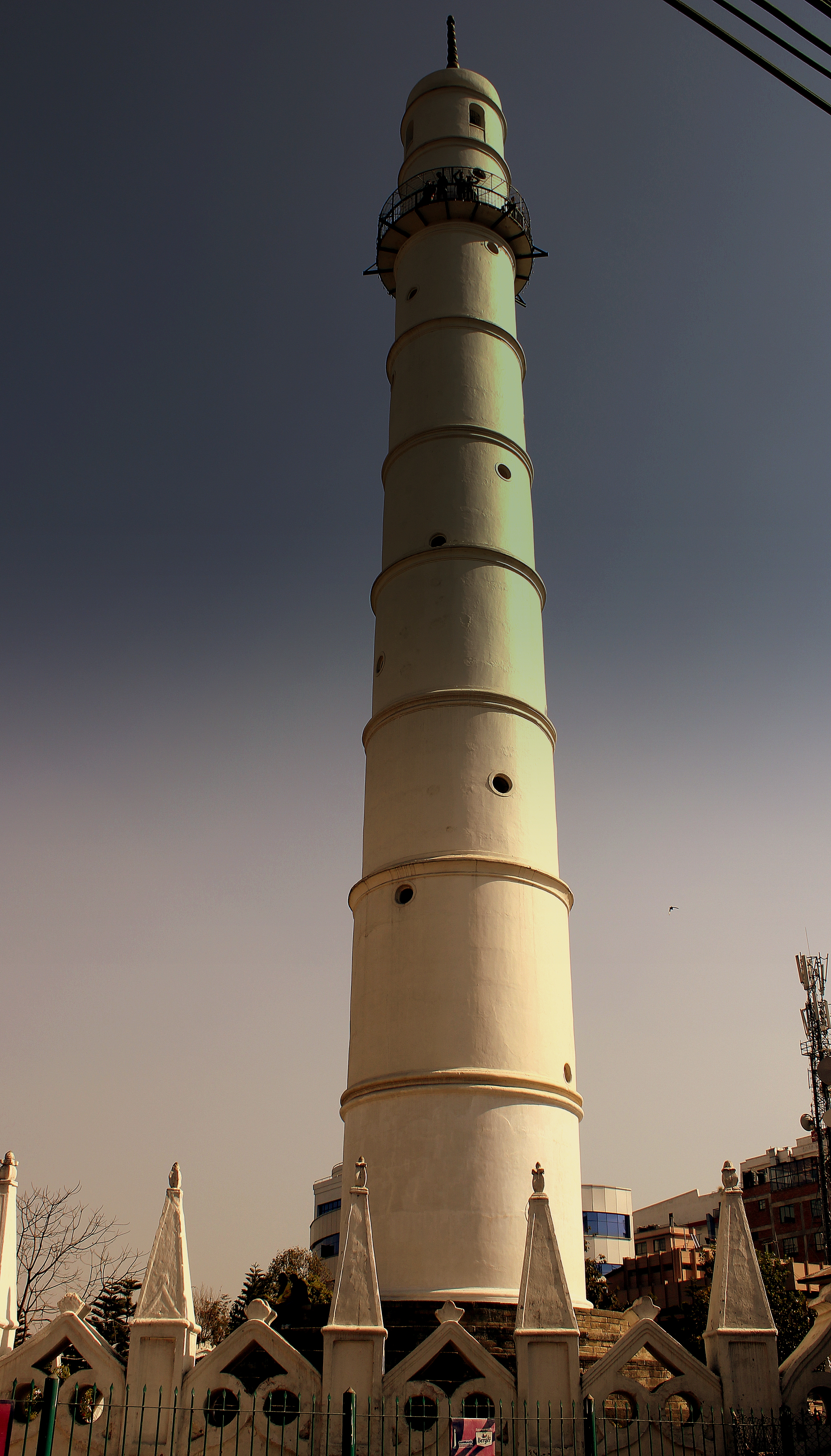
지진 발생 전의 다라하라 탑

카트만두의 공항인 트리부반 국제공항이 지진 직후 폐쇄 되었으나, 이후 민간 항공편은 4월 26일에 운행을 재개하기로 계획하고 구조작전을 위해서 당일에 다시 문을 열었다.
유네스코 세계 문화유산으로 등재되어 있는 카트만두 더르바르 광장의 건축물들이 붕괴되었는데, 1832년에 지어진 다라하라 탑이 무너지면서 최소 180명의 사망자가 났고 고르카에 자리한 마나카마나 사원도 붕괴했다. 자나키 만디르의 북쪽 면도 피해를 입은 것으로 보도되고 있다. 카스타만다프, 판츠탈레 사원, 바산타푸르 두바르 9층 사원, 다사 아브타르 사원, 크리슈나 만디르, 그리고 시바 파르바티 사원 뒷편에 있던 두 데왈을 비롯하여 여러 사원들이 지진으로 무너졌다. 쿠마리 사원과 탈레주 바와니 등 다른 건축물 몇몇은 일부가 붕괴했다. 가우샬라에 있는 자이 바제쇼리 사원의 꼭대기 부분과 파슈파티나트 사원, 슈얌부나트, 보우다나트 스투파, 라트나 만디르, 라니 포카리 내부, 두바르 고등학교도 파괴되었다.

## 같이 보기
- 1934년 네팔-비하르 지진
- 1988년 네팔 지진
- 인도의 지진 목록
- 중화인민공화국의 지진 목록
- 네팔-인도 관계
- 마이트리 작전